# Великий Лісабон
Великий Лісабон — міська агломерація в Португалії, що охоплює місто Лісабон та прилеглі до нього промислові міста-супутники. Ця агломерація має певну адміністративну автономію. 
Населення — близько 3 млн осіб. 
У Великий Лісабон входять такі громади: 
1. Алкошете
2. Алмада
3. Амадора
4. Баррейру
5. Віла-Франка-де-Шіра
6. Кашкайш
7. Лісабон
8. Лоуреш
9. Мафра
10. Мойта
11. Монтижу
12. Одівелаш
13. Оейраш
14. Палмела
15. Сезимбра
16. Сейшал
17. Сетубал
18. Сінтра

1. ↑  https://ec.europa.eu/eurostat/web/nuts/history
2. ↑  https://ec.europa.eu/eurostat/databrowser/product/view/demo_r_pjangrp3?category=reg.reg_dem.reg_dempoar